# Conquistador (collection)
Pour les articles homonymes, voir Conquistador (homonymie).
Conquistador est une collection de bande dessinée publiée par les éditions Delcourt.